# Hüyükburun, Ayrancı
Hüyükburun là một xã thuộc huyện Ayrancı, tỉnh Karaman, Thổ Nhĩ Kỳ. Dân số thời điểm năm 2011 là 187 người.